# والتر دوران
والتر دوران (بالإنجليزية: Walter Doran)‏ هو ضابط أمريكي، ولد في 15 أكتوبر 1945 في ألباني في الولايات المتحدة.

## وصلات خارجية
- والتر دوران على موقع إن إن دي بي (الإنجليزية)